# Ди Пју
Ди Пју (енгл. De Pue) град је у америчкој савезној држави Илиноис.

## Демографија
По попису из 2010. године број становника је 1.838, што је 4 (-0,2%) становника мање него 2000. године.
| Група             | 2000.       | 2010.         |
| Белци             | 938 (50,9%) | 767 (41,7%)   |
| Афроамериканци    | 2 (0,1%)    | 19 (1,0%)     |
| Азијати           | 38 (2,1%)   | 33 (1,8%)     |
| Хиспаноамериканци | 843 (45,8%) | 1.005 (54,7%) |
| Укупно            | 1.842       | 1.838         |